# Phraotes
Phraotes est un roi indo-parthe de Taxila, dans le nord de l'Inde antique, rencontré par le philosophe grec Apollonios de Tyane vers l'année 46 de notre ère selon la vie d'Apollonios Tyana écrite par Philostrate . 
Apollonios rapporte avoir vu des constructions de type grec à Taxila ou à Sirkap construite sur l'autre rive du fleuve, et explique que Phraotes parle couramment le grec, une langue dans laquelle il a été éduqué en exil à l'est, au-delà de la rivière Hyphase : 
« Dites-moi, ô roi, comment vous avez acquis une telle maîtrise de la langue grecque, et d'où avez-vous tiré toutes vos connaissances philosophiques en ce lieu ?
[...] - Mon père, après une éducation grecque, m'a amené aux sages à un âge un peu trop précoce peut-être, car je n'avais que douze ans à l'époque, mais ils m'ont élevé comme leur propre fils ; Ils admettent auprès d'eux ceux qui connaissent la langue et l'éducation grecque qu'ils tiennent en haute estime. »
Des pièces d'un roi Prahat ou Prahara, supposé être celles de Phraotes, ont été trouvées dans la région de Taxila, et il a été suggéré qu'il pourrait être identique au roi indo-parthe Gondophares. Cela est cependant peu probable, car ce roi a régné beaucoup plus tôt, mais il aurait pu être l'un des derniers rois indo-parthes qui ont également été nommés Gondophares. 